# Lipovača (Rakovica)
Lipovača je naselje u Republici Hrvatskoj, u sastavu Općine Rakovica, Karlovačka županija. 
Tijekom Domovinskog rata, 28. su listopada 1991. pripadnici TO pobunjenih hrvatskih Srba izvršili ratni zločin nad hrvatskim civilima.

## Stanovništvo
Prema popisu stanovništva iz 2001. godine, naselje je imalo 195 stanovnika te 60 obiteljskih kućanstava.
| broj stanovnika | 526   | 524   | 422   | 416   | 497   | 448   | 430   | 483   | 320   | 344   | 309   | 331   | 289   | 267   | 195   | 157   | 130   |
|                 | 1857. | 1869. | 1880. | 1890. | 1900. | 1910. | 1921. | 1931. | 1948. | 1953. | 1961. | 1971. | 1981. | 1991. | 2001. | 2011. | 2021. |